# Амруш, Милан
Милан Амруш (хорв. Milan Amruš, 1 октября 1848, Славонски-Брод — 26 мая 1919, Загреб) — хорватский врач, юрист и политик, дважды (в 1890—1892 и 1904—1910) занимавший пост градоначальника Загреба.
Амруш родился в городе Славонски-Брод, где окончил начальную школу. Затем он учился в гимназии в Винковцах и Загребе, после чего поступил в Josephinum, академию военных врачей в Вене. С 1872 года он работал в военных госпиталях Вены и Загреба, а когда Австро-Венгрия в 1878 году взяла на себя управление Боснией и Герцеговиной, перебрался в Сараево. Амруш вернулся в Загреб в 1882 году и поступил на юридический факультет Загребского университета.
В Загребе он вступил в Независимую народную партию, известную также как "обзораши". В 1889 году он стал членом парламента, в котором работал до 1903 года. В 1890 году Амруш стал доктором права. В том же году он стал мэром Загреба. Будучи мэром, он вызвал Николу Теслу из США для организации в городе электрического освещения, однако это начинание было безуспешным. В это время был построен главный железнодорожный вокзал Загреба. Первый срок Амруша на посту мэра закончился в 1892 году.
В 1904 году он вновь был избран мэром. Второй срок был более продолжительным и более плодотворным. В частности, 17 октября 1907 года была завершена электрификация Загреба. Был построен новый родильный дом и первый общественный туалет. Из центра города были убраны предприятия по производству газа, в это же время открылась выставка «Zagrebački zbor», ставшая предшественницей Загребской ярмарки.
В 1911 году бан Никола Томашич назначил Амруша своим заместителем по вопросам религии и образования. В этом качестве Амруш начал работу по организации в университетах технических факультетов, но полностью реализовать это не удалось до самого окончания Первой мировой войны.
Милан Амруш умер в Загребе в возрасте 70 лет. Он не имел потомства и всё своё имущество, в том числе два дворца на Зриневаце и загородное имение в Зденчине около Клинча-Селы, завещал городу. Амруш имел некоторые странности. Например, он завещал после смерти на всякий случай проколоть его сердце иглами, чтобы убедиться, что он действительно мёртв, а не спит летаргическим сном.
В 1919 году Амрушу было присвоено звание почётного гражданина Загреба. Его бывшая усадьба позже была отдана под детский дом, который был назван в его честь.